# Johann Jakob von Beck
Johann Jakob von Beck zu Willmendingen (* 1566 in Tiengen; † 1629 in Schwerzen) war ein Freiherr, Vogt und Erbauer von Schloss Willmendingen, das im Dorf Willmendingen bei Schwerzen, einem Ortsteil von Wutöschingen, steht.

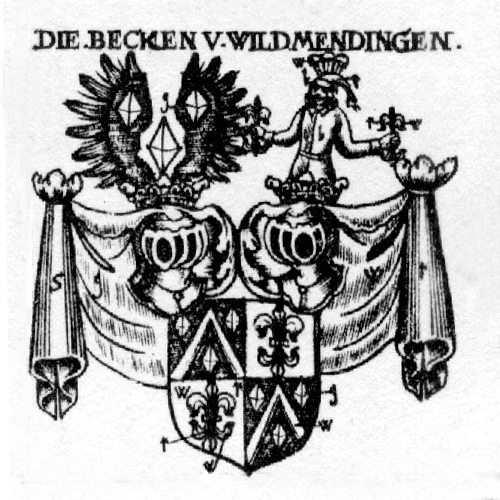
Wappen der Beck zu Willmendingen (hier falsch als Wildmendingen bezeichnet)

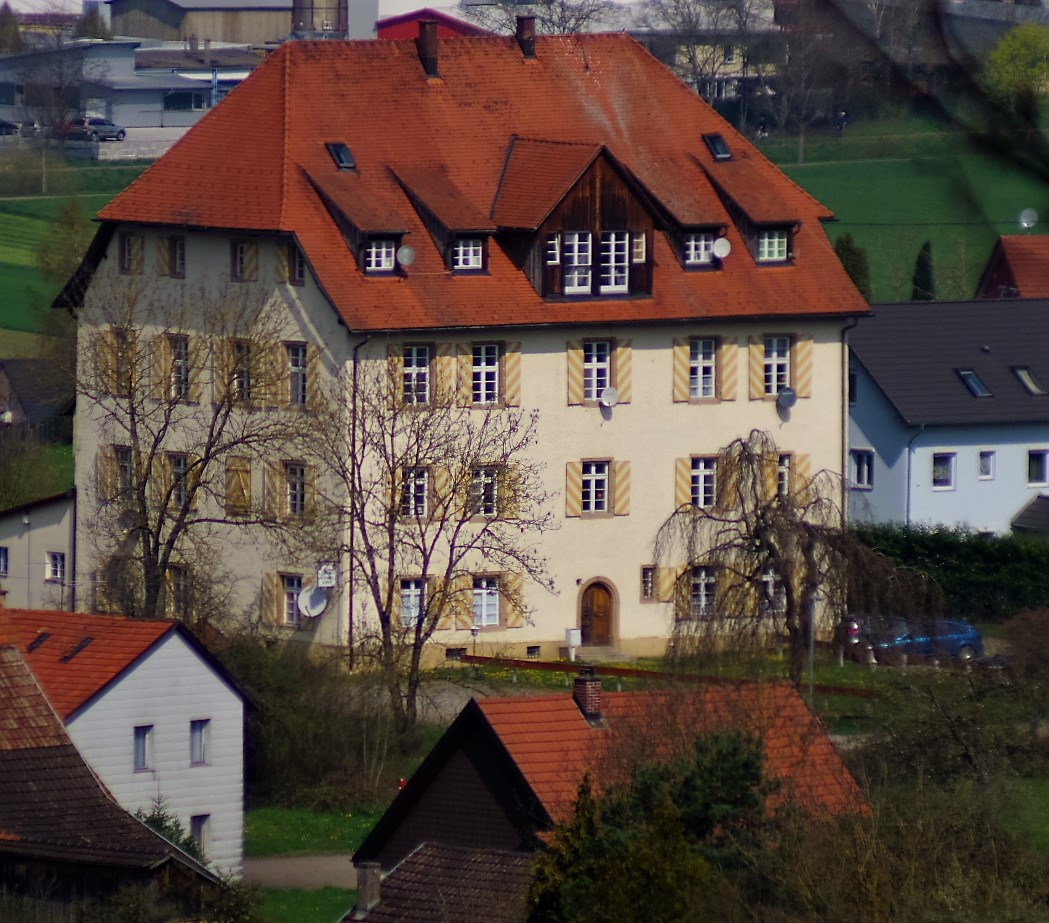
Das Schloss Willmendingen

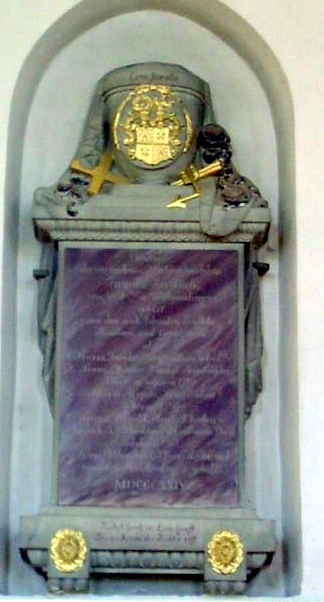
Epitaph derer von Beck zu Willmendingen in der Kirche Schwerzen

## Leben
Johann Jakob von Beck war der Sohn des Schulmeisters und Mesners Lukas Beck aus Tiengen (heute: Waldshut-Tiengen). Er fiel früh durch eine außergewöhnliche Begabung für Schreiben und Lesen auf und wurde von seinem Landesherrn Landgraf Karl Ludwig zu Sulz gefördert. Er begleitete ihn auch auf den Feldzügen als Fähnrich. Johann Jakob von Beck war 1599 zunächst Obervogt der Herrschaft Mettingen, mit Sitz auf der Burg Untermettingen, dann Landschreiber in Vaduz. 
„Kaiser Rudolf II. erhob Johann Jakob Beck am 23. Juni 1603 in den Reichsadelstand sowie zum ‚Notarius publicus‘ und Graf Karl Ludwig Ernst von Sulz ernannte ihn zum Landvogt der Landgrafenschaft Klettgau. Er war verheiratet mit Anna Westermayer.“

## Verdienst
„Karl Ludwig Ernst von Sulz verlieh ihm für seine Verdienste am 1. Januar 1607 neben einem adeligen Sitz noch das Dörflein Willmendingen mit den niederen Gerichten und allen dazugehörigen Rechten zum ewigen Erblehen für ihn und seine Nachkommen.“ (Nohl, 1996, 153).
Dies bedeutete, dass er sich und seine Erben „von und zu Willmendingen“ nennen konnte. Dort erbaute er im Jahre 1609 das gleichnamige Schloss. Er wurde, wie später seine Nachkommen, in der von ihm gestifteten Gruft der Kirche in Schwerzen beigesetzt.

## Familie
Johann Jakob von Beck hatte zwei Söhne:
- Johann Jacob von Beck
- Alwig Friedrich von Beck

Einige Nachkommen der Familie von Beck wurden Geistliche, etwa Franz Leopold Ignatius von Beck zu Willmendingen, die Familie erlosch im Mannesstamm.
Das Wappen ist viergeteilt und zeigt diagonal je zwei gegenfarbige Lilien (Westermayer) und je zwei Felder mit silbernen Sparren und in den Zwickeln drei Wecken auf schwarzem Feld, das Wappen ist rot und silbern.